# 東乗鞍古墳
東乗鞍古墳（ひがしのりくらこふん）は、奈良県天理市杣之内町・乙木町にある古墳。形状は前方後円墳。杣之内古墳群を構成する古墳の1つ。史跡指定はされていない。

## 概要
奈良盆地東縁、東から西に延びる丘陵尾根上に築造された古墳である。西乗鞍古墳・小墓古墳などとともに杣之内古墳群のうちの一群を形成する。これまでに数次の発掘調査が実施されている。
墳形は前方部が大きく発達した前方後円形で、前方部を西北西方向に向ける。墳丘は2段築成。墳丘長はかつて75メートルとされたが、近年の発掘調査により83メートルと修正されている。墳丘外表では円筒埴輪片が検出されているほか、前方部西側では幅約10メートル・深さ約2メートルの周濠が認められる。埋葬施設は後円部における右片袖式の横穴式石室で、巨石を用いた石室全長14.6メートルを測る大型石室であり、南方向に開口する。玄室内には阿蘇溶結凝灰岩（阿蘇ピンク石/馬門石）製の刳抜式家形石棺1基と二上山白色凝灰岩製の組合式家形石棺1基が据えられる。石室内は盗掘に遭っており、副葬品として挂甲小札や馬具杏葉が出土したといわれるが、現在では所在不明である。
築造時期は、古墳時代後期前半の6世紀前半頃と推定される。付近では中期末-後期前半の古墳として西乗鞍古墳・小墓古墳も知られ、これらを物部氏の首長墓とする説が挙げられている。

## 遺跡歴
- 1893年（明治26年）の『大和國古墳墓取調書』に絵図、石室・石棺の略図[7]。
- 1913年（大正2年）、佐藤小吉による調査[2]。
- 1981年度（昭和56年度）、墳丘西側の発掘調査（奈良県立橿原考古学研究所）[2]。
- 2018-2020年（平成30-令和2年）、測量調査・墳丘発掘調査（天理大学・天理市教育委員会、2022年に報告）。

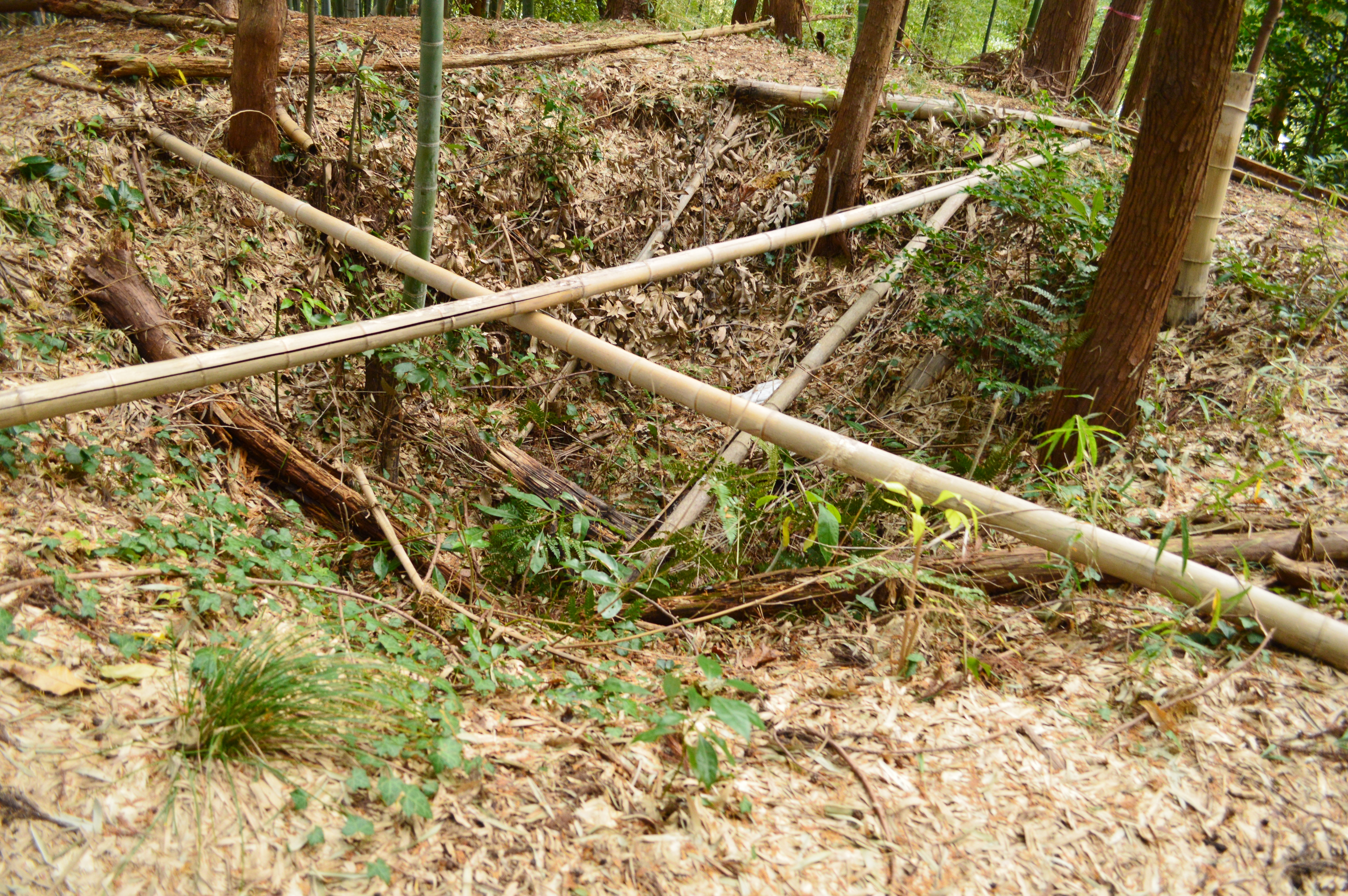
後円部墳頂
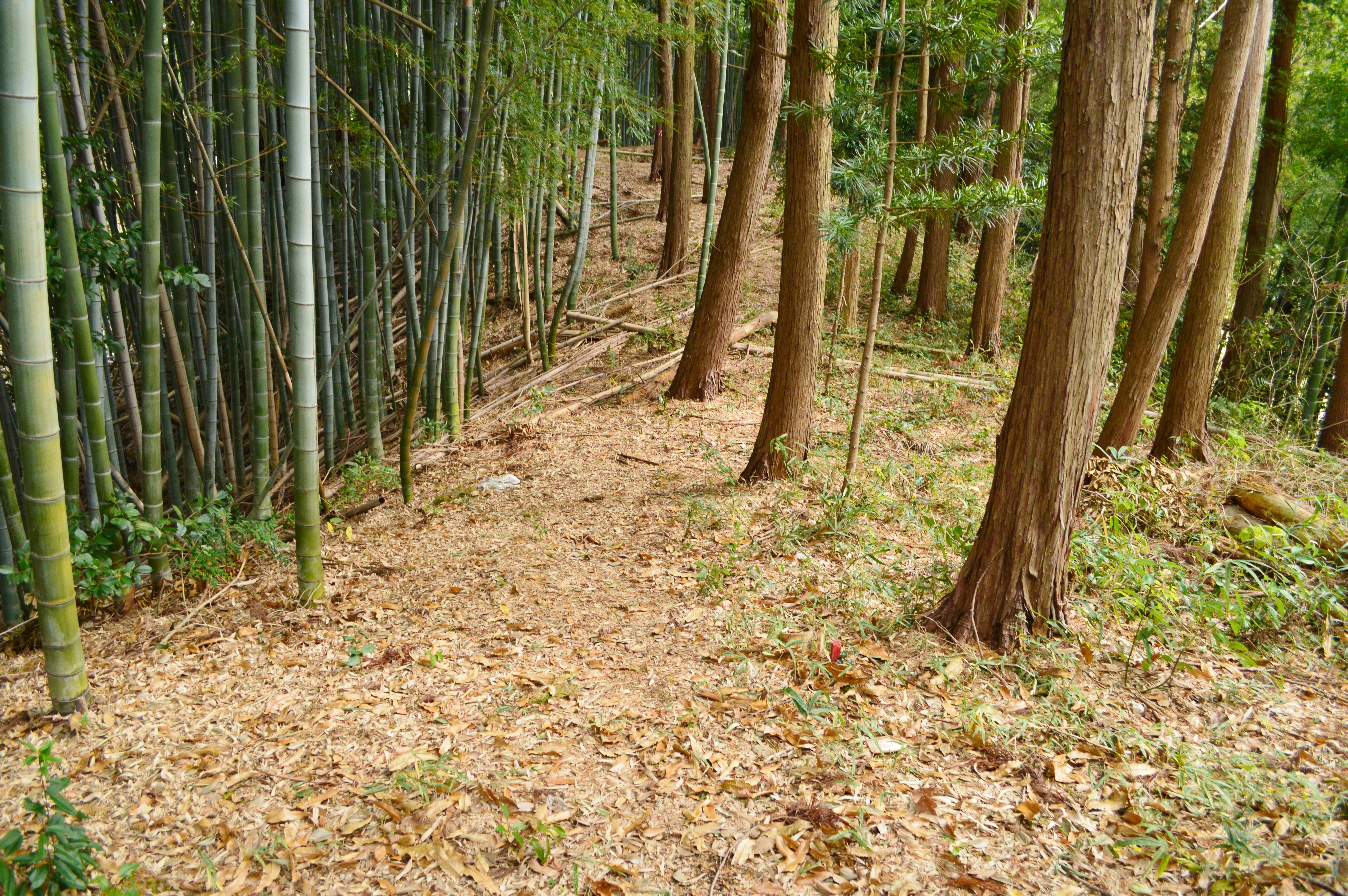
前方部から後円部を望む
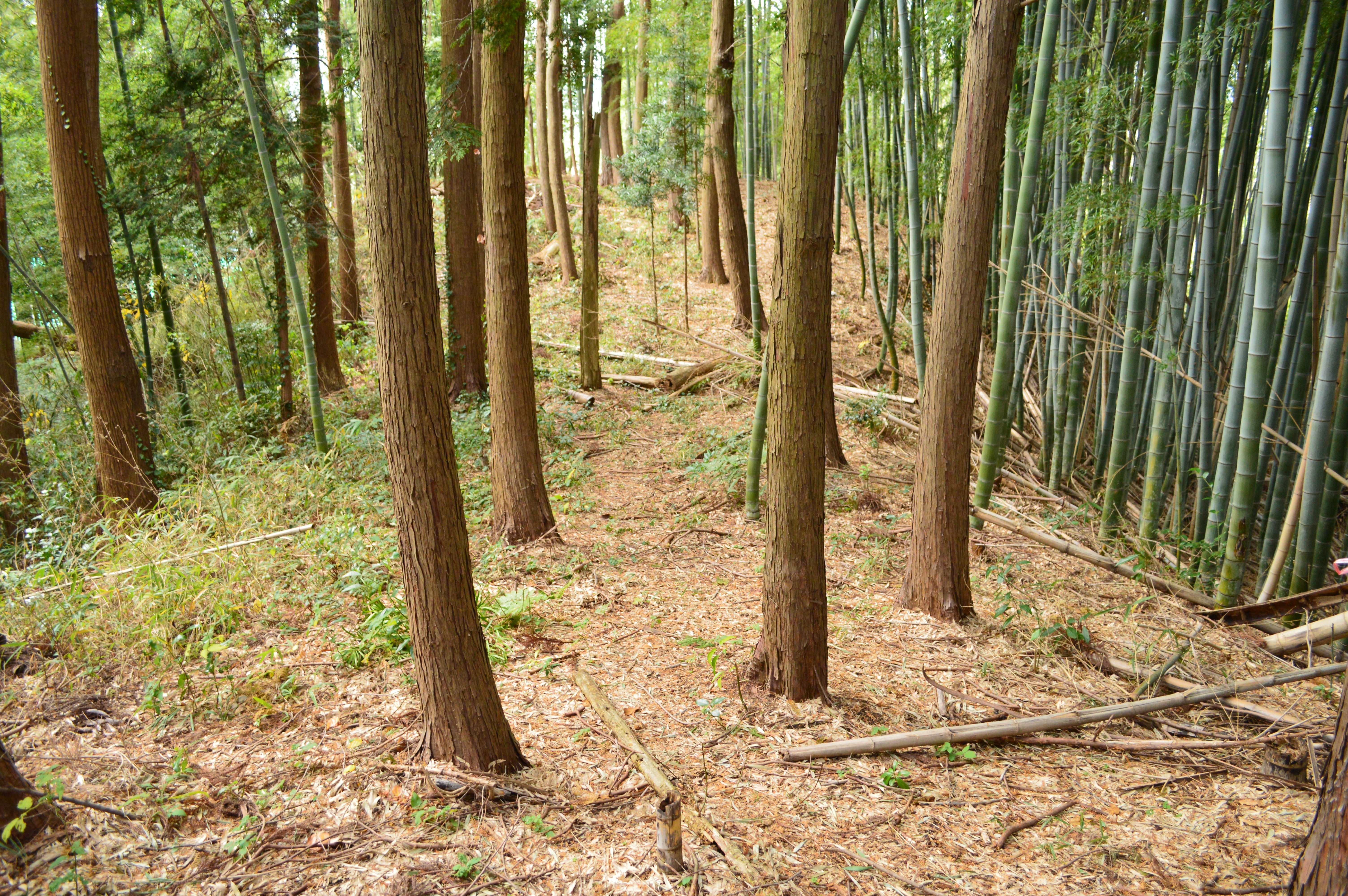
後円部から前方部を望む

## 埋葬施設
埋葬施設としては後円部において右片袖式横穴式石室が構築されており、南方向に開口する。石室の規模は次の通り。
- 石室全長：14.6メートル
- 玄室：長さ約7.6メートル、幅約2.4メートル、現在高さ約3.3メートル
- 羨道：長さ約7メートル、幅1.7メートル、現在高さ1.5メートル

石室は花崗岩の自然石の巨石が使用された大型石室になる。奥壁は3段積みである。
玄室内には、奥壁寄りに阿蘇溶結凝灰岩（阿蘇ピンク石/馬門石）製の刳抜式家形石棺1基が、羨道寄りに二上山白色凝灰岩製の組合式石棺1基が据えられる。刳抜式家形石棺は、蓋石上面の平坦面が狭いという比較的古式の石棺になり、蓋石には縄掛突起が造り出される。組合式石棺は底石のみが遺存する。
この石室は盗掘に遭っているが、記録によれば、かつて挂甲の小札や馬具の杏葉などが出土したという（現在は所在不明）。

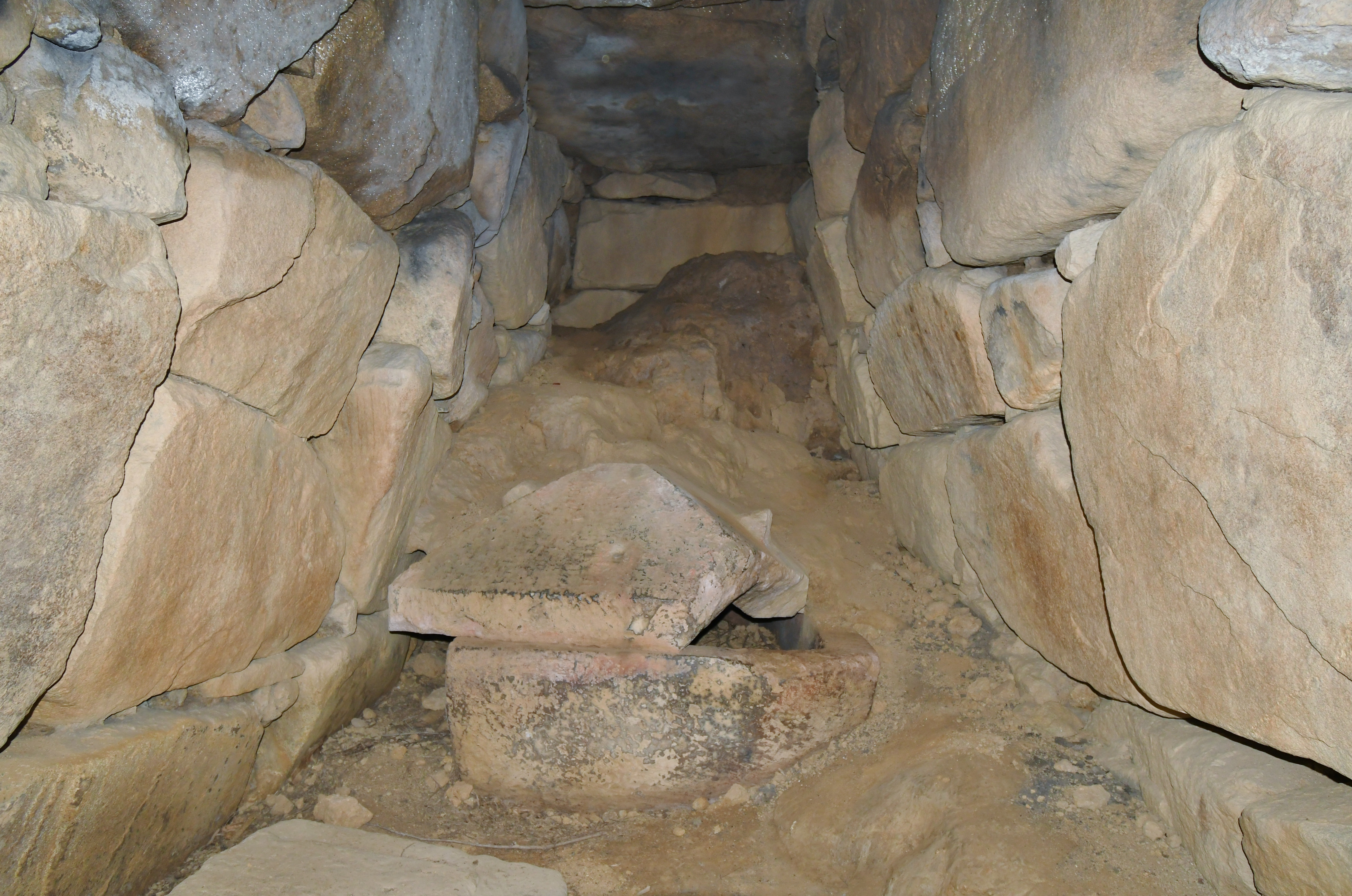
玄室（奥壁方向）
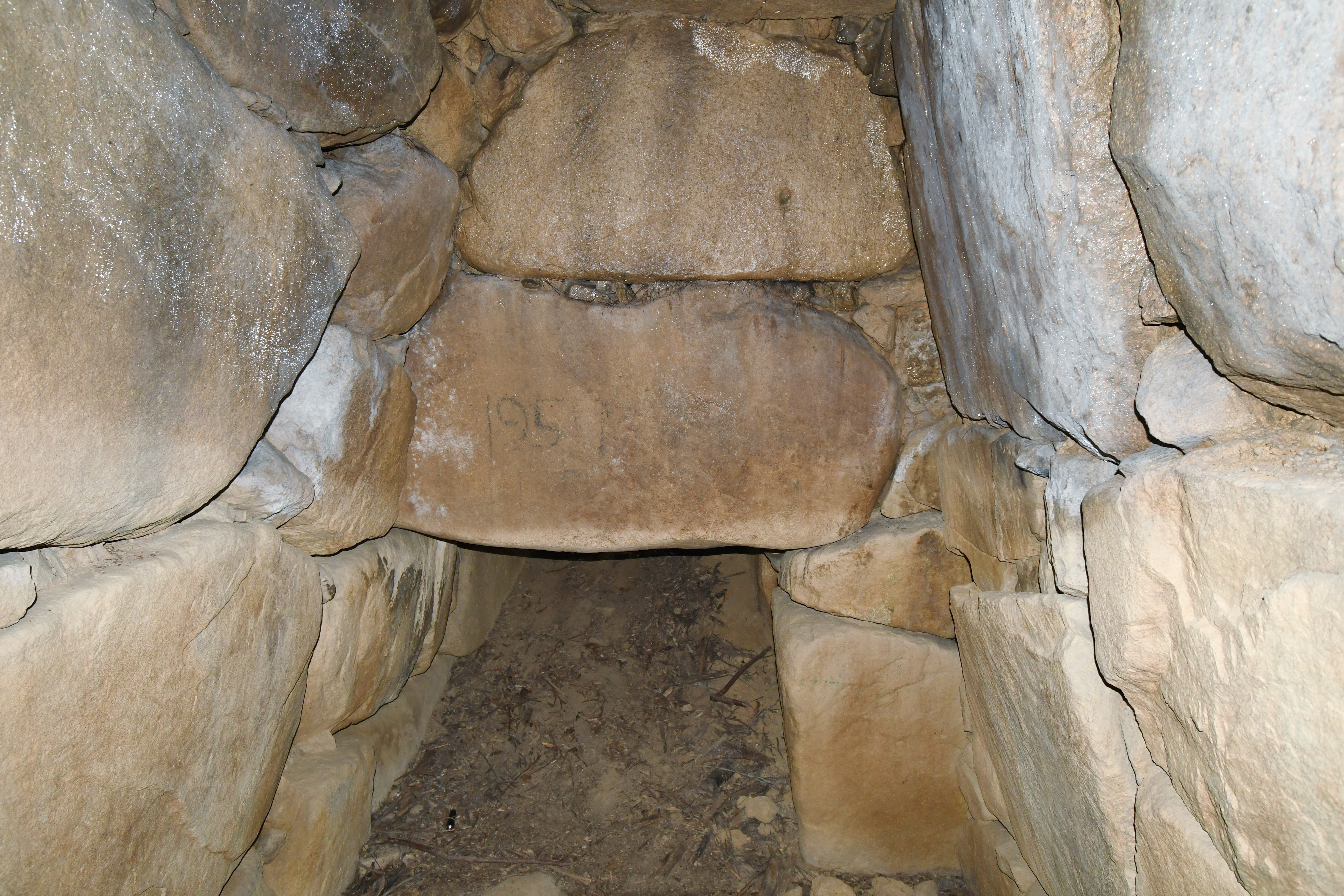
玄室（羨道方向）
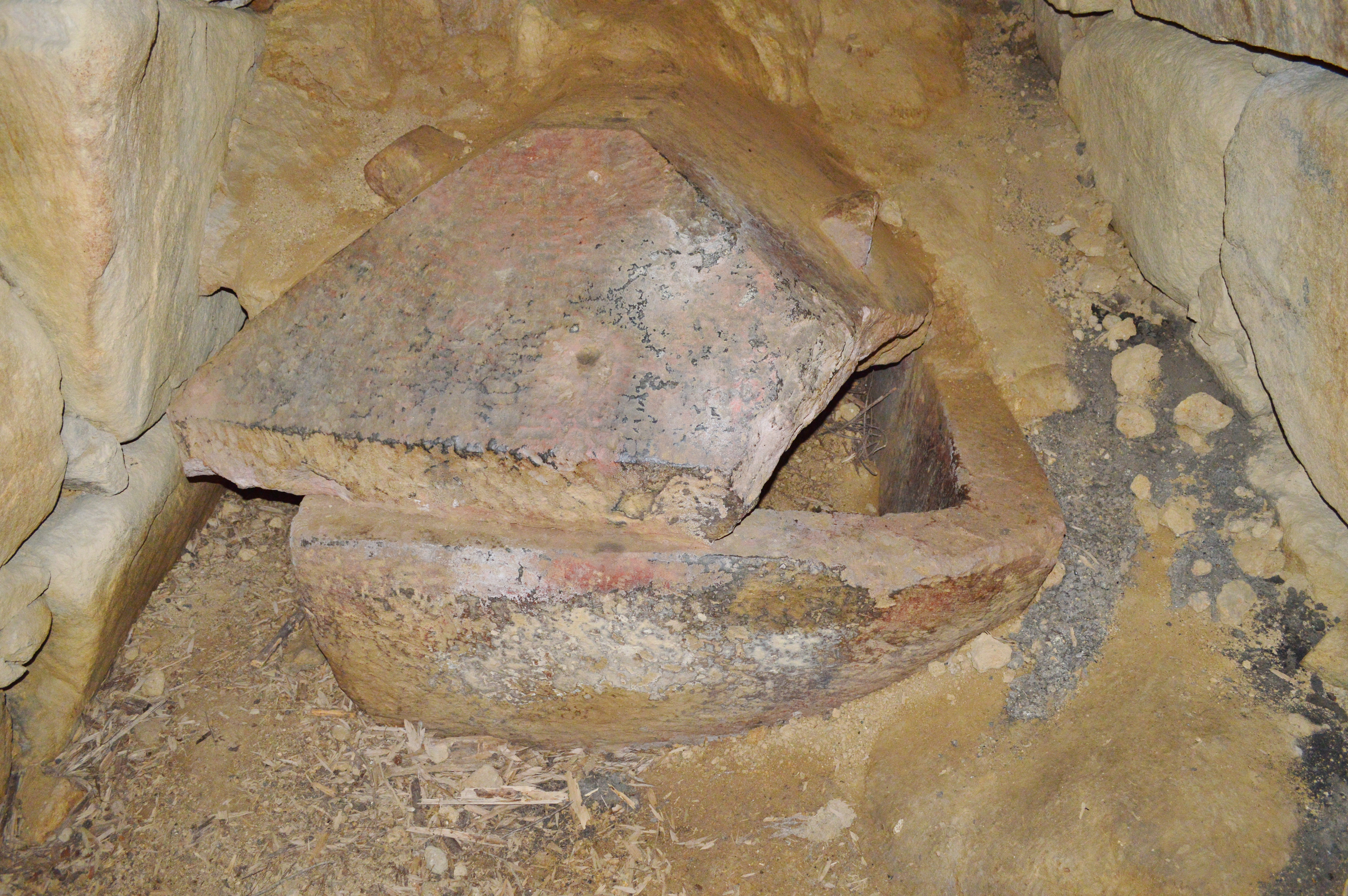
刳抜式家形石棺
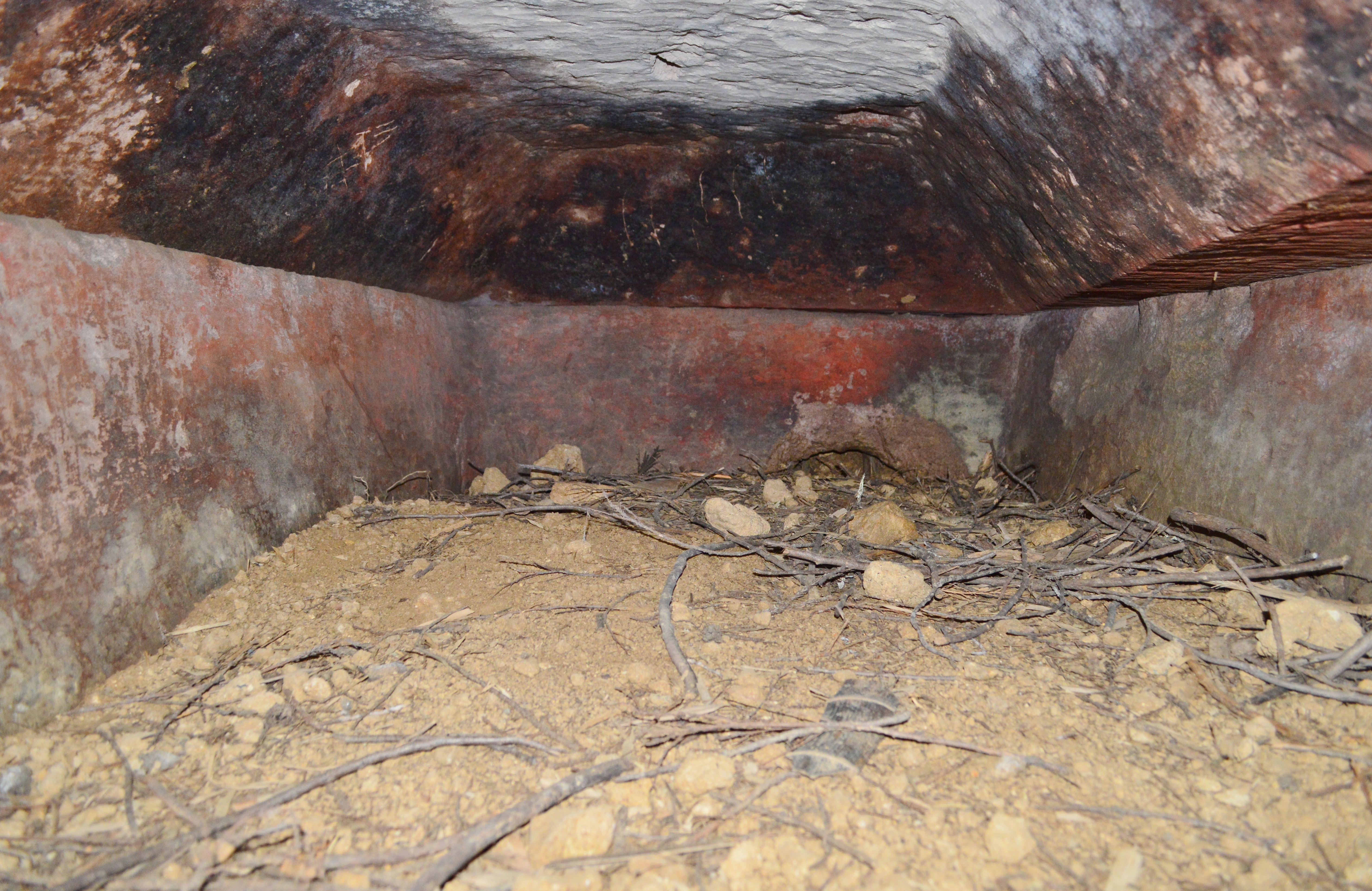
刳抜式家形石棺内部
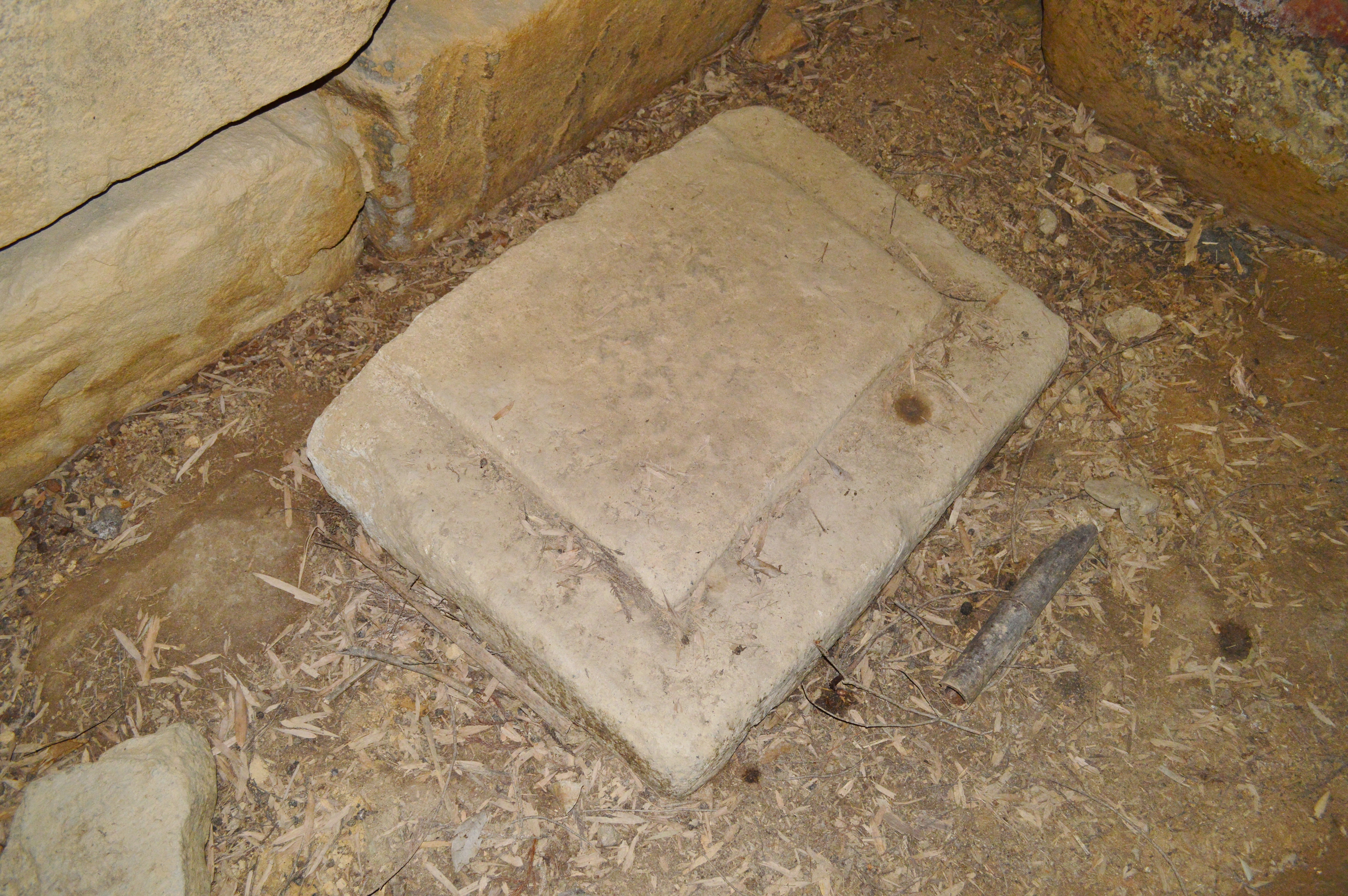
組合式石棺底石
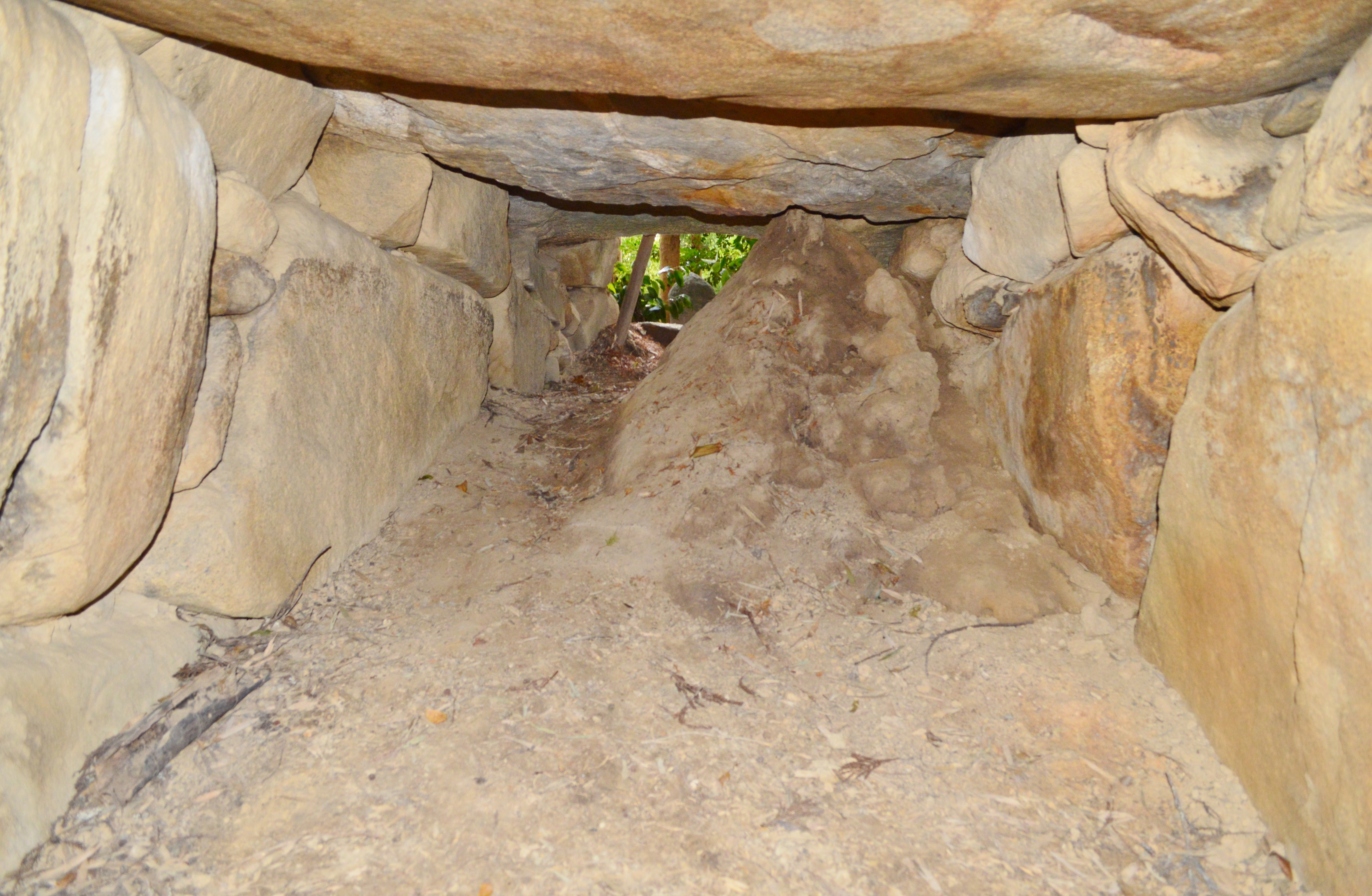
羨道（開口部方向）

## 関連文献
（記事執筆に使用していない関連文献）
- 「東乗鞍古墳」『物部氏の古墳 杣之内古墳群』天理市教育委員会、2021年。 - リンクは奈良文化財研究所「全国遺跡報告総覧」。
- 「天理市東乗鞍古墳2018年調査報告」『古事 -天理大学考古学・民俗学研究室紀要-』第23号、天理大学文学部歴史文化学科考古学・民俗学専攻、2019年、51-66頁。 - リンクは天理大学学術情報リポジトリ。
- 「天理市東乗鞍古墳2019年調査報告」『古事 -天理大学考古学・民俗学研究室紀要-』第24号、天理大学文学部歴史文化学科考古学・民俗学専攻、2020年、9-22頁。 - リンクは天理大学学術情報リポジトリ。
- 「天理市東乗鞍古墳2020年調査報告」『古事 -天理大学考古学・民俗学研究室紀要-』第25号、天理大学文学部歴史文化学科考古学・民俗学専攻、2021年、1-15頁。 - リンクは天理大学学術情報リポジトリ。
- 「天理市東乗鞍古墳2020年調査における環境考古学分析」『古事 -天理大学考古学・民俗学研究室紀要-』第25号、天理大学文学部歴史文化学科考古学・民俗学専攻、2021年、16-21頁。 - リンクは天理大学学術情報リポジトリ。
- 『杣之内古墳群の研究II』天理大学、2022年。 - 下記リンクは天理大学学術情報リポジトリ。
  - 「天理市東乗鞍古墳測量調査報告」。
  - 「天理市東乗鞍古墳2018年調査報告」。
  - 「天理市東乗鞍古墳2019年調査報告」。
  - 「天理市東乗鞍古墳2020年調査報告」。